# Uhleriola floralis
Uhleriola floralis är en insektsart som först beskrevs av Philip Reese Uhler 1895.  Uhleriola floralis ingår i släktet Uhleriola och familjen Rhyparochromidae. Inga underarter finns listade i Catalogue of Life.